# Ballon (montagne)
Pour les articles homonymes, voir Ballon.
Le Ballon est un sommet du massif des Vosges culminant à 1 052 mètres d'altitude. Il est situé entre les communes de Belfahy, Plancher-les-Mines et Servance-Miellin dans le département de la Haute-Saône.
Il est communément appelé ballon de Belfahy, du nom de la commune la plus proche, située à moins de 2 km à l'est, à vol d'oiseau.
Un domaine skiable comprenant le premier remonte-pente de Haute-Saône avec un téléski débrayable en 1966, desservait une piste verte d'une longueur de 700 m de long dès 1969-1970. Il a été fermé en 1998. Six cabanes en mélèze destinées à être louées à des touristes passionnés de nature ont été construites en 2016 à l'emplacement de l’ancienne « ferme du Téléski » à 970 m d’altitude.

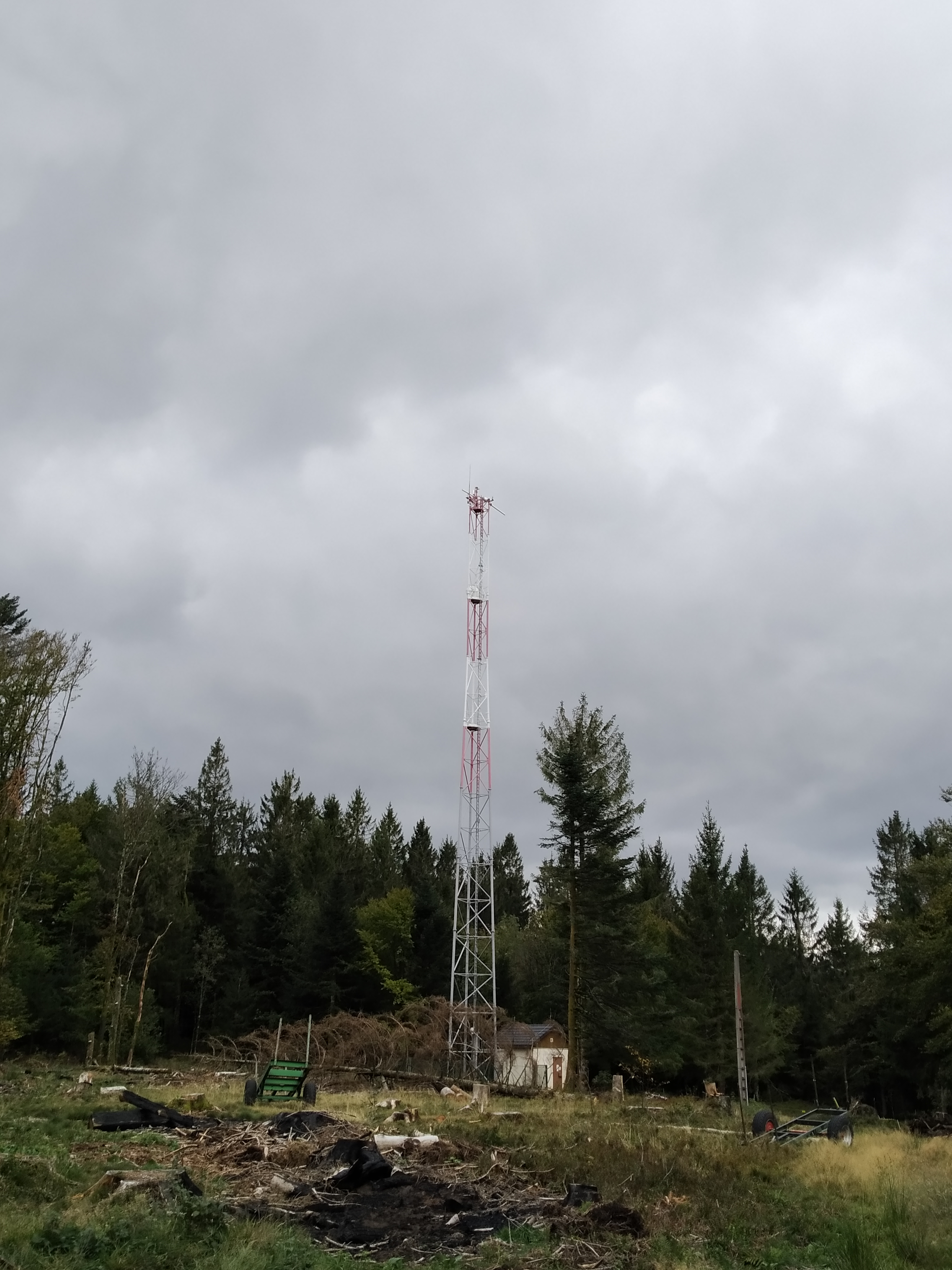
Antenne.